# Black and Tan Fantasy
Black and Tan Fantasy är en jazzkomposition från 1927 av Duke Ellington och Bubber Miley. Sången spelades in ett flertal gånger för skivbolagen Okeh, RCA Victor och Brunswick. Sången användes också i  kortfilmen Black and Tan. Inspelningen på Victor är invald i Grammy Hall of Fame. Thelonious Monk gjorde en cover på sången 1955; hans cover samplades av hip-hopgruppen Wu-Tang Clan 1993 i deras sång Shame on a Nigga.

## Inspelningar (1927-1942)
- 7 april 1927 E-22299 utgiven på Brunswick 3526, Brunswick 6682, Brunswick 80002, Melotone M-12093, Polk P-9006
- 6 oktober 1927 BVE-40155-2 förmodligen outgiven
- 26oktober, 1927 BVE-40155-4 Victor 21137, Victor 24861, Victor 68-0837 (som "Black & Tan Fantasie")
- 3 november 1927 W 81776-B OKeh 40955
- 3 november 1927 W 81776-C OKeh 8521
- 3 juni 1930 150590-1 Clarion 5331-C, Diva 6056-G, Velvet Tone 7082-V
- 9 februari 1932 71836-2 (del av ett trelåtarsmedley) Victor Transcription L-16007
- 9 februari 1932 71837-1 och 2 Victor, ej använda
- 13 januari 1938 M-714-1 (utökat arrangemang som Prologue to Black and Tan Fantasy) Brunswick m8256
- 13 januari 1938 M-715-1 (utökat arrangemang som The New Black and Tan Fantasy) Brunswick m8063